# Heimo Pfeifenberger
Heimo Pfeifenberger (født 29. december 1966 i Zederhaus, Østrig) er en tidligere østrigsk fodboldspiller og nuværende cheftræner for FK Sūduva, der spillede som angriber. Han var igennem sin karriere tilknyttet Austria Salzburg, Rapid Wien samt tyske Werder Bremen. Med Austria Salzburg vandt han to østrigske mesterskaber, og blev i 1994 ligaens topscorer. For Østrigs landshold spillede han 40 kampe, hvori han scorede ni mål. Han deltog ved VM i 1990 og VM i 1998.

## Trænerkarriere
Pfeifenberger har været træner hos en del klubber, såsom Red Bull Salzburg (ungdomshold), SV Grödig (cheftræner), Østrig U21 (assistent træner), SPG Axams-Götzens (cheftræner), SV Grödig (cheftræner), SC Wiener Neustadt (cheftræner) samt i dag, hvor han er cheftræner for Wolfsberger AC.
Cheftræner i litausisk FK Sūduva siden 8. januar 2020.